# Csaba Borbély
Csaba Borbély  (n. 5 iulie 1980, Oradea, România) este un fost fotbalist român care a jucat pe postul de atacant.

## Titluri
Oțelul Galați
- Liga I (1): 2010-2011[1]